# Комаров, Арсений Васильевич
Арсений Васильевич Комаров (13 мая 1907, Буконтьево, Ярославская губерния — 12 мая 2002, Москва) — советский военно-политический деятель, вице-адмирал (1956); начальник Политического управления ВМФ СССР (1955—1958).

## Биография
Родился 13 мая 1907 года в деревне Буконтьево Ярославской губернии в крестьянской семье.
В ВМФ с 1929 года, ученик-радист эскадренного миноносца «Яков Свердлов». С 1931 года после окончания Кронштадтской Электро-минной школы им. А. С. Попова назначен инструктором смены радистов этой школы. С 1932 года — младший командир-радист дивизиона, с 1933 года — 1-го дивизиона, с 1935 года —  инструктор и с 1938 года — военный комиссар 2-го дивизиона Балтийского флота.
С 1941 года после окончания военно-морского факультета ВПА им. В. И. Ленина назначен старшим инструктором Организационно-инструкторского отдела Политического управления Черноморского флота, начальник политического отдела 1-й БТКА, военный комиссар 2-й БТКА. С 1943 года — начальник Организационно-партийного отделения Политического отдела эскадры Черноморского флота.
С 1944 года — старший инструктор Организационно-инструкторского отдела Главного политического управления ВМФ СССР. С 1946 года — инспектор инспекторской группы при начальнике Политического управления ВМС. С 1947 года — старший инспектор, начальник Отделения по инспектированию политорганов Организационно-инструкторского отдела Политического управления ВМС. С 1948 года — начальник Политического отдела — заместитель командира 4-й эскадры ВМФ СССР по политчасти. С 1950 года — начальник Политического управления, член Военного совета 8-й эскадры ВМФ СССР. В 1951 году произведён в контр-адмиралы.
С 1952 года — в распоряжении ЦК КПСС с оставлением в кадрах ВМФ СССР и назначением заведующим сектором — заместителем заведующего Административным отделом ЦК КПСС. С 1955 года — начальник Политического Управления ВМФ СССР, был членом правительственной комиссии по расследованию гибели ЛК «Новороссийск». С 1958 по 1970 год — старший преподаватель ВПА им. В. И. Ленина, член редколлегии Морского атласа.
С 1970 года — в запасе по болезни. Умер в Москве 12 мая 2002 года, похоронен на Хованском кладбище.

## Награды

### Ордена
- Орден Ленина (1955);
- Два ордена Красного Знамени (1944[2], 1950);
- Орден Отечественной войны I степени (1985[3]);
- Орден Отечественной войны II степени (1945[4]);
- Орден Красной Звезды (1944[5])
- Орден Дружбы Народов

### Медали
- Медаль «За оборону Кавказа» (1944[6]);
- Медаль «За победу над Японией» (1946[7]);
- Медаль «За победу над Германией в Великой Отечественной войне 1941—1945 гг.» (1945[8])

Юбилейные медали

### Другие награды
- Наградное оружие (1957[9]).

## Память
Памятная табличка в честь А. В. Комарова установлена на Флотской Аллее Героев Ярославской области.

## Сочинения
- Комаров А. В. Создание и развитие политических органов, политаппарата и партийных организаций в Советских Вооруженных силах. — М., 1959.
- Комаров А. В. Ленинские нормы — закон жизни армейских партийных организаций. — М., 1973.
- Комаров А. В. Справочник политработника [в соавторстве]. — М., 1973.

## Архивы
- ЦВМА: ф. 3, оп. 028554, д. 5, л. 323; д. 19, л. 63; оп. 28, д. 2, л. 169; ф. 14, оп. 58, д. 47, л. 117; д. 53, л. 206.
- РГА ВМФ: Фонд Р-2192, Опись 2, Ед. Хр.6535